# Oestroderma sichuanense
Oestroderma sichuanense är en tvåvingeart som beskrevs av Fan och Feng 1984. Oestroderma sichuanense ingår i släktet Oestroderma och familjen styngflugor. Inga underarter finns listade i Catalogue of Life.